# Gaspar Molera
Gaspar Molera (Vic, fl. segle XVI) fou un metge i astrònom català.

## Obra
Pronostich per l'any MDXXXIII: e durara en part fins çerca del any MDXXXVI. Barcelona: Carles Amorós Provençal, el 20 de febrer de 1533. [ N'existeix una edició facsímil, a partir de l'exemplar propietat de Francesc Carreras Candi, impresa a Barcelona: Lluís Deztany, Estampa dels Germans Serra d'en Russell, [1909.]